# گلف هلیکوپترز
گلف هلی‌کوپترز (به انگلیسی: Gulf Helicopters)، یک شرکت هواپیمایی با کد یاتا دی‌او‌اچ است که در تاریخ ۱۹۷۰ میلادی تأسیس شده است. دفتر مرکزی گلف هلیکوپترز در دوحه، قطر واقع شده‌است.